# MSCRAMM
Les MSCRAMM (microbial surface components recognizing adhesive matrix molecules : composants de la surface microbienne reconnaissant les molécules adhésives de la matrice en français) sont des protéines de l'adhésine, assurant la médiation de la fixation initiale des bactéries au tissu hôte, étape essentielle dans l'établissement de l'infection.
Les principales sont la protéine A, le facteur d'agglutination A (ClfA), la protéine A liant la fibronectine (FnbpA) de Staphylococcus aureus, SdrG de Staphylococcus epidermidis, la protéine M de Streptococcus pyogenes et la Protéine G streptococcique d'autres espèces de Streptococcus. Tous ces MSCRAMM se lient au fibrinogène, à l'exception de la protéine A qui lie les IgG, mais d'autres cibles pour les MSCRAMM sont connues, comme la fibronectine, ou dans le cas de la protéine M, la région Fc de certains anticorps.
Les MSCRAMM ont principalement été étudiés chez les bactéries à Gram positif et constituent des cibles thérapeutiques prometteuses.
L'anticorps monoclonal tefibazumab cible la ClfA et a été testé dans un essai de phase II.